# 오픈TTD

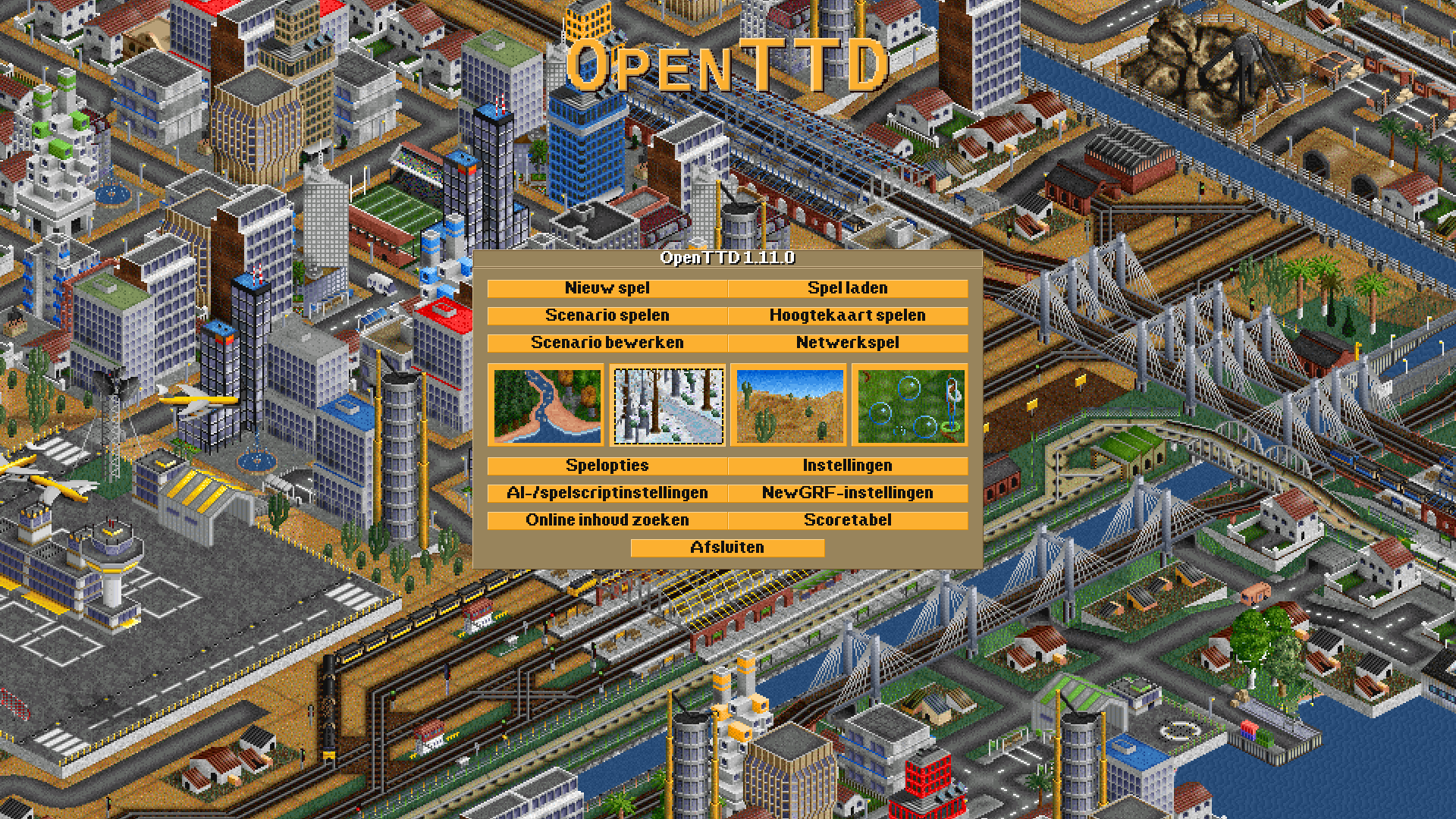
스크린샷

오픈TTD(OpenTTD) 또는 오픈 트랜스포트 타이쿤 디럭스는 크리스 소여가 개발한 트랜스포트 타이쿤을 분석하여 오픈 소스로 새로 만든 경영 시뮬레이션 게임이다. 원래 트랜스포트 타이쿤은 비공개 소스였지만, 트랜스포트 타이쿤을 디스어셈블러의 도움을 받아 C로 변환하였다. 변환한 OpenTTD는 GPL을 라이선스로 채택하고 있다. 0.6 버전은 C++를 최초로 사용한 버전이다.
OpenTTD는 원작 게임의 기능을 포함할 뿐만 아니라, 새로운 요소들(운하, 새로운 기차역 건설, 그리고 추가된 공항 등)도 추가되어 있다. 추가된 기능 중에서 원작과 견줄 만한 것은 멀티플레이 기능이다(원작에서는 모뎀과 IPX로만 멀티플레이를 즐길 수 있지만, 이 게임은 인터넷에 서버를 만들어 전 세계 사람들과 같이 즐길 수 있다.). 또한 OpenTTD에는 트랜스포트 타이쿤에 없던 여러 가지 기능들이 추가되었다.
OpenTTD에는 이전 프로그램이었던 TTDPatch에 있던 많은 기능을 포함하고 있고, TTD 패치와 비슷한 GPL 라이선스를 가지고 있다. 기존의 OpenTTD에는 기존 버전인 TTD의 그래픽과 사운드를 읽을 필요가 존재했다. 그러나 2009년 말부터 새로운 그래픽과 사운드 표준을 완성해서 적용하기 시작하였고, 2010년 4월 1일 마침내 1.0 정식 버전이 완성되면서 완전한 단독형 게임으로 변화되었다.
OpenTTD의 초기 버전은 원작을 역어셈블리하여 만들어져서 그 적법성에 의문을 제기하는 사람들이 있다.

## 게임 진행
게임은 기본적으로 1950년부터 시작한다. 하지만 년도는 최소한의 차량이 이용 가능한 년도까지 낮출 수 있다.(그 이후로도 낮출 수 있지만 아무것도 지을 수 없다.) 사용자는 자신의 운송 회사를 만들기 위해 돈을 빌리는 것부터 시작한다. 그 후, 회사는 역, 공항, 항구 등과 운송로를 만들어서 공장이나 마을을 잇고, 화물이나 승객을 운송하기 위해 차량을 구입한다. 더 많은 돈이 생길수록 회사는 더 많은 길을 지을 수 있고 나중에는 운송 제국을 만들 수도 있게 된다. 최대 14개의 회사가 하나의 게임에 참여할 수 있으며 사람이나 컴퓨터가 회사를 운영한다. 인공지능들은 매우 개선되었다. 이것들은 덜 꼬불꼬불한 길을 만들고, 복선 철도도 이용한다. 또 최근 업데이트된 내용에도 적응한다. 여러 가지 인공지능을 다운로드 할 수 있다.
화물이나 승객을 운송하는 데는 4가지 방법이 있다. 철도, 도로, 항공, 배가 그것이다. 각 방법마다 고유의 차량과 승강장이 있어 화물을 운송할 수 있다. 각 승강장에는 각 화물의 효율에 관련된 등급이 있다. 높은 수송 등급이 더 많은 화물을 승강장에 오게 할 것이다.
화물(예:석탄)이 하나의 승강장에서부터 필요한 곳(예:발전소)로 운송되면 회사로 수익이 들어온다. 수익량은 배송 거리, 시간, 배송량, 화물의 종류에 따라 다르다. 예를 들면 승객을 운송할 때 높은 수익을 위해서는 빠른 운송이 필요하다. 석탄은 더 느리게 운송해도 수익이 급감하지는 않는다.(단, 운송료의 기본은 20칸을 지나가는 시간으로 결정된다.)
운송로를 만드는 데는 많은 도구가 있다. 이 도구에는 지형을 바꿀 수 있는 도구가 포함된다. 각 도시에는 지역 의회가 있어서 사용자가 대규모 지형 변경을 하는 것을 막을 수 있다.
게임이 진행됨에 따라, 새롭고 비현실적인 기술이 이용 가능하게 된다. 예를 들어 철도 신호기는 처음에 완목 신호기이지만, 나중에는 전자 신호등으로 바뀌게 된다. 또한, 처음에는 증기 기관차만 사용이 가능하지만, 시간이 갈수록 디젤 엔진 차량, 전기 차량, 모노레일, 자기부상 차량까지 이용할 수 있게 된다. 또한, 도시들은 경제 인수에 따라 성장하고 발전하게 되며, 새로운 공장이나 다른 자원이 나타나게 된다. 일부의 천연 자원들은 모두 소진될 수 있으며, 운송 시설이 없는 공장은 문을 닫을 수도 있다.
게임은 2050년에 끝나며, 회사의 성취를 "명예의 전당"에 기록하게 된다. 게임에서 1950년부터 2050년까지 모두 100년을 진행하는 데는 현실 시간으로 25시간 정도 걸린다. 사용자는 선택적으로 게임을 계속 진행할 수 있으나, 새로운 기술이 생기지는 않는다.

## 플랫폼
OpenTTD는 여러 플랫폼에서 사용 가능한 SDL을 사용함으로써, 많은 운영 체제에서 사용이 가능하다. 다음은 사용 가능한 플랫폼의 목록이다.
- 리눅스
- 맥 OS X
- BeOS
- OS/2
- FreeBSD
- 팜 OS
- Pocket PC
- MorphOS
- 마이크로소프트 윈도우
- AmigaOS (비공식)
- SkyOS (비공식)
- 심비안s60 (비공식)
- RISC OS (비공식)
- Internet Tablet OS (베타 버전)
- GP2X (비공식)
- UIQ3 (비공식)
- ReactOS (비공식)
- 플레이스테이션 포터블 (비공식)
- 닌텐도 DS (알파 테스트)
- 아이폰/아이팟 터치 (비공식)
- 안드로이드 (비공식)

## 같이 보기
- 자유-오픈 소스 소프트웨어 패키지 목록